# Стивън Кинг
Стивън Едуин Кинг (на английски: Stephen Edwin King, роден на 21 септември, 1947) е американски писател от шотландски произход, известен най-вече със своите романи на ужаса, които го превръщат в един от най-продаваните писатели на 20 век.
Историите на Стивън Кинг обикновено разказват за обикновени хора – семейства от средната класа, деца, писатели – замесени в зловещи и обикновено свръхестествени преживявания. Кинг е познавач на хорър жанра, както проличава в книгата „Танц на ужаса“ („Danse Macabre“), в която описва развитието на литературата и филмите от този жанр.
Освен това Стивън Кинг пише творби, които не съдържат свръхестествени елементи, например новелите „Тялото“ и „Рита Хейуърт и изкуплението Шоушенк“. Екранизациите „Изкуплението Шоушенк“ и „Зеленият път“ са номинирани за Оскар в категорията Най-добър филм.
Продажбите на книгите на Кинг са около 300 – 350 милиона копия. Той написва няколко книги под псевдонима Ричард Бакман, както и един разказ („Петата четвъртина“) под псевдонима Джон Суитън.
Кинг получава Националния медал на изкуствата за 2014 г. на церемония в Белия дом на 10 септември 2015.

## Биография

### Ранни години
Стивън Кинг е роден в Портланд, щата Мейн, в семейството на Доналд и Рут Пилсбъри Кинг. През 1949 г., когато Кинг е на две, баща му напуска семейството и Рут отглежда сама Стивън и по-големия му брат Дейвид, понякога изпадайки в големи финансови затруднения. Започват да се местят в различни градове, като най-накрая се установяват в Дърам, Мейн, където се грижат за родителите на Рут до смъртта им.
Стивън Кинг пише своите първи истории на 7-годишна възраст. В училище той продава на своите съученици разказите, които пише. Той не е обичан от учителите и след като го разкриват, е принуден да върне печалбите от своите продажби.
Стивън печата разказите си на циклостилната машина на брат си Дейвид, който издава списанието „Парцалът на Дейв“ (Dave's Rag). „Парцалът на Дейв“ се занимава с местни събития и Стивън често допринася за него.
На 13 години той намира кашон със стари книги на баща си, основно хорър и научна фантастика. Това е важно преживяване за него и силно повлиява младия писател.

### Университетски години и живот в нищета
От 1966 до 1970 г. Кинг следва английски език в университета в Мейн. Там той пише колона в училищното списание, наречена „Боклукчийската кола на Кинг“ (King's Garbage Truck). За да се издържа, Кинг се захваща с най-различни работи. Една от тях е в индустриална пералня, където той събира материал за разказа си The Mangler. Вероятно разказът „Аз бях тийнейджър обирджия на гробове“, е бил замислен в периода, когато Кинг е работил като гробар; това е първият му публикуван разказ (1966).
След университета Кинг получава сертификат за преподаване на английски език на гимназиално ниво, но тъй като не успява веднага да си намери работа, доходите му идват основно от разкази, публикувани в мъжки списания. Много от тях са публикувани в сборника „Нощна смяна“. През 1971 г. Кинг се жени за Табита Спрюс, с която са колеги от университета. През есента на същата година започва работа като преподавател в Хемпдън, Мейн. Продължава да пише разкази за различни списания и работи върху идеите си за романи. Въпреки това финансовото състояние на семейството е много лошо – Кинг живее с жена си и детето си в каравана, като често се налага да им спират телефона поради неплатени сметки. В този период Кинг започва да се пристрастява към алкохола. С този проблем той се бори цяло десетилетие.

### Творби от 70-те и 80-те години

#### „Кери“ и последвалите успехи
През този период Стивън Кинг започва няколко романа, сред които историята за момиче със свръхестествени психични сили. В отчаянието си изхвърля ръкописа в боклука. По-късно той открива, че Табита го е спасила, и това го насърчава да завърши романа, наричайки го „Кери“. През 1973 г. той изпраща „Кери“ на свой приятел от издателството Doubleday. По-късно получава предложение от тях да купят романа за 2500 долара (това не е голяма сума за роман, дори по онова време). Години по-късно правата за книгата са продадени за 400 000 долара (като половината са за издателя). По това време семейството се мести в Южен Мейн поради влошеното здраве на майката на Кинг. В този период Кинг започва роман, озаглавен „Второто пришествие“, който впоследствие е променен на „Джеруселъмс лот“, за да се стигне до „Сейлъмс Лот“ (издаден през 1975). Майка му не доживява да види големия му успех – тя умира от рак на матката през февруари 1974 г. След като получава първия си хонорар, той се отказва от учителството за сметка на писателската си дейност. Първото нещо, което купува с хонорара, е сешоар на жена си.
Скоро след смъртта на Рут семейството се мести в Боулдър, Колорадо, където Кинг написва „Сияние“ (издаден през 1977). Връщат се в Мейн през 1975 г., където той завършва четвъртия си роман, „Сблъсък“ (издаден през 1978). През 1977 г., семейството пътува за кратко до Англия, след което се завръща в Мейн, където Кинг дава уроци по писане в Мейнския Университет.

#### Тъмната кула
В края на 70-те Кинг започва серия от истории за самотния стрелец Роланд, който преследва „Мъжът в черно“ в алтернативна вселена, кръстоска между Толкиновата Средна земя и американския див запад, представен от спагети-уестърните на Клинт Истууд и Серджо Леоне. Първоначално са издадени като пет притурки към Списанието за фентъзи и научна фантастика в периода 1977 – 1981 г. Впоследствие историята прераства в седемтомната епопея „Тъмната кула“, която ще излиза постепенно през следващите четири десетилетия.
През 1982 г., петте притурки са издадени заедно с твърда корица от Доналд Грант с черно-бели и цветни илюстрации, дело на Майкъл Уелан, под заглавието „Тъмната кула I: Стрелецът“. Всяка глава носи същото заглавие, което и съответният разказ от списанието. Тиражът е 10 000 копия, което е сравнително малко за издание с твърди корици от Кинг (романът от 1980 г., „Подпалвачката/Живата факла“ е в тираж от 100 000 копия, а „Кристин“ от 1983 – 250 000). Издаването на „Стрелецът“ не е широко рекламирано и е разпространено единствено в специализирани книжарници за научна фантастика. Книгата не се намира в по-големите книжарници, освен по специална поръчка. Разпространил се слух между читателите, че има нова книга на Стивън Кинг, за която знаели много малко хора, а още по-малко са чели. След като първоначалните 10 000 копия били продадени, през 1984 г. от тираж излизат още 10 000, но търсенето продължава. Това е началото на магнум опуса на фантастичната епика на Стивън Кинг. Първите две издания са търсени от колекционери както на Стивън Кинг, така и на Майкъл Уелан.
През 1987 г., излиза втората част „Тъмната кула II: Трите карти“, в която Роланд взима трима души от САЩ от двадесети век в неговия свят през магически врати. Грант публикува „Трите карти“ с илюстрации от Фил Хейл в малко по-голям тираж (30 000 копия), който все още е доста под обичайния за ново издание с твърди клорици („То“ е публикуван през 1986 г., в тираж от 1 000 000 копия). Кинг смята, че „Тъмната кула“ би представлявала интерес за определена група почитатели и е против книгата да се издаде в по-голям тираж. Най-сетне, в края на 80-те под натиска на издатели и фенове (до този момента по-малко от 50 000 от милионите му фенове притежават книга от поредицата) Кинг се съгласява поредицата да се издаде с меки корици и в по-голям тираж. Поредицата достига седем книги, последната от която „Тъмната кула VII: Тъмната кула“ излиза през 2004 г.
В началото на 2000 г. Кинг преработва „Стрелецът“, тъй като според него гласът и образите от оригиналните истории от 70-те не съвпадат с тези от последната част. Тогава авторът осъзнава колко значително се е променил стилът му през изминалите 27 години. Преработената версия е издадена през 2003 г.

#### Борба с пристрастеността
В автобиографичната книга „За писането: Мемоари на занаята“ Кинг признава, че повече от десет години има сериозен алкохолен проблем. Малко след като написва „Томичукалата“ (1988 г.) семейството и приятелите му се намесват, показвайки му намерените в неговия боклук доказателства за пристрастяванията му: бирени кутии, цигарени угарки, кокаин, ксанакс, валиум, никуил, сироп за кашлица и марихуана. Той търси помощ и се отказва от пиенето в края на 80-те години.

#### Ричард Бакман
- Основна статия.

В края на 70-те и началото на 80-те Кинг публикува няколко кратки романа – „Гняв“ (1977), „Дългата разходка“ (1979), „Пътна мрежа“ (1981), „Бягащия човек“ (1982) и „Проклятието“ (1984) – под псевдонима Ричард Бакман. Целта му е да провери дали може да повтори успеха си и да успокои притесненията си, че популярността може да е само съдбовна случайност. Алтернативно обяснение (или допълващо) е, че псевдонимът е заради издателските стандарти, които позволявали по една книга на година.
Романите на Бакман съдържат намеци кой е истинският автор, които са схванати от феновете, и през 1985 г. Кинг признава авторството. „Тъмната половина“ (1989) е посветена „на покойния Ричард Бакман“, а през 1996 г., когато излиза „Град Отчаяние“ от Стивън Кинг, той е придружен от „Отмъстителите“, който носи името на Бакман. (Кинг твърди, че ръкописът е намерен сред вещите на покойния писател.)
На пресконференция през 2006 г. Кинг заявява, че е открил друг роман от Бакман, озаглавен „Огън“. Всъщност ръкописът е открит в Университета на Мейн в Ороно, след което Кинг го пренаписва и издава през 2007 г.

### Катастрофата и евентуално оттегляне
На 19 юни 1999 г., около 16:30 Кинг четял книга и вървял по тротоара до шосе № 5 в Ловел, Мейн. Шофьорът Брайън Смит, разсеян от кучето му на задната седалка на минивана си, блъска Кинг, който пада на около 4 метра от тротоара на шосето. Според заместник-шерифа, Кинг е ударен отзад, а някои от свидетелите заявяват, че шофьорът не е карал прекалено бързо или безразсъдно.
Кинг е достатъчно в съзнание, за да даде на заместник-шерифа номера за връзка със семейството му. Авторът е настанен първоначално в болница в Брайтън, а от там с хеликоптер в Люистън. Нараняванията му (пробит ляв бял дроб, множество фрактури в краката, разкъсване на скалпа, счупено бедро) го задържат в болницата до 9 юли. Костите на краката му първоначално са толкова раздробени, че докторите предлагат ампутация, но в крайна сметка ги фиксирали с външна шина. След пет операции в рамките на десет дни Кинг се завърнал към работата си върху „За писането“ през юли, въпреки че краката го болели и можел да седи само около 40 минути, преди болката да стане нетърпима.
Адвокатът на Кинг и двама други закупили вана на Смит за 1500 долара, за да не се появи в eBay. По-късно ванът е предаден на гробище за коли за голямо съжаление на Кинг, който планирал да го разбие с бухалка, щом кракът му оздравее.
Две години по-късно Кинг заболява от пневмония като резултат от спукания бял дроб. През това време Табита предекорира студиото му. Докато трае работата, авторът посещава студиото и вижда как би изглеждало то, ако бе починал. От тази случка се ражда „Историята на Лизи“.

### Новият век
През 2002 г. Кинг обявява, че ще се откаже от писането поради болките си и намалената издръжливост. Въпреки това продължава да пише, „но с много по-бавно темпо от преди“.
През 2000 г. публикува онлайн романа „Растението“ и новелата „Riding the Bullet“ и заявява, че според него електронните книги ще представляват 50% от пазара „вероятно до 2013, може би 2012 г. Но ето и нещо за размисъл – хората се уморяват бързо от новите играчки“.
През 2006 г. е отпечатан апокалиптичния роман „Клетка“, в който се разказва за неизвестна сила, която превръща всеки потребител на клетъчен телефон в безмозъчен убиец.
През 2007 г. Марвел Комикс започват издаването на комикси, базирани на поредицата „Тъмната кула“, които са последвани от такива по „Сблъсък“ (2008) и „Талисманът“ (2009).
През 2008 г. Кинг публикува романа „Дума ки“ и сборник с разкази „Точно след залеза“. В последния е включена новелата „Н“, която по-късно е адаптирана в анимационен сериал, който може да бъде гледан безплатно, а срещу малка сума може да бъде свален и с по-високо качество; след това е издаден в ограничен тираж и като комикс.
През 2009 г. Кинг публикува електронната новела „Ур“ и написва заедно със сина си Джо Хил новелата „Throttle“, която по-късно е издадена в аудио вариант под името „Ярост на пътя“, като в нея е включен и разказът „Дуел“ от Ричард Матисън. На 10 ноември същата година е издаден романът на Кинг „Под купола“, който е преработка на незавършен роман от края на 70-те и началото на 80-те и е най-дългата книга на Кинг (1074 страници) след „То“ от 1986 г. Дебютира на първо място в класацията на „Ню Йорк Таймс“ за бестселър и на 3-то място в британската класация.

#### 2010 – до днес
През април 2010 е публикувана новелата „Blockade Billy“, а през ноември същата година излиза сборник с четири новели, озаглавен „Зъл мрак, угаснали звезди“. В края на годината DC Comics издават първия брой на „Американски вампир“ – месечен комикс, за който Кинг пише историите заедно със Скот Шнайдер, а илюстрациите са на Рафаел Албъкърк. Това е първият оригинален комикс на писателя.
Следващият роман на Кинг „11/22/63“ е публикуван на 8 ноември 2011 и е номиниран за Световната награда за фентъзи в категорията „Най-добър роман“. Осмият том от поредицата за Тъмната кула, озаглавен „Вятърът през ключалката“, е публикуван през следващата година. Той е последван от „Джойленд“, който разказва за сериен убиец в луна парк. През 2013 г., излиза продължението на „Сияние“ (1977), озаглавено „Доктор Сън“.

## Семеен живот
Кинг и жена му притежават три къщи – една в Бангор, една в Ловъл, Мейн, а през зимата ходят в имението си в Сарасота, Флорида. Двамата имат три деца и четири внучета.
Табита Кинг е публикувала девет от романите си. И двамата синове на Кинг са издавани автори: Оуен Кинг публикува първия си сборник с разкази „Всички сме заедно в това“ през 2005 г.; Джоузеф Хилстром публикува отличения с няколко награди сборник с разкази „Призраци от 20 век“ през 2005 г., а правата за филмиране на първия му роман „Кутия с форма на сърце“ са закупени от Уорнър Брос., но продукцията е спряна за момента. 
Дъщерята на Кинг Наоми прекарва две години като монахиня в Унитарната църква в Утика, Ню Йорк. След това тя се премества в Плантейшън, Флорида, където продължава духовната си работа заедно с партньорката си преподобната доктор Тандека.

## Творби

### Стил
В „За писането: Мемоари на занаята“ Кинг дискутира писането си. Той смята, че като цяло добрите истории не могат да се замислят съзнателно и не трябва да се планират предварително; по-добре е да се фокусираш върху отделна линия от историята и да я оставиш тя да те води. Той самият често започва история, без да има представа как ще завърши. Дори разказва, че преди да завърши „Тъмната кула“, неизлечимо болна жена го попитала как ще свърши историята, сигурна, че ще умре преди да излезе последната част, и той ѝ казал, че не знае. Когато го питат откъде взима идеите за историите си, той отговаря „Имам сърце на малко момче... и го държа в буркан на бюрото си.“ (Репликата често е приписвана на Робърт Блох, авторът на „Психо“). Той има проста формула за доброто писане: „Чети и пиши между четири и шест ча̀са всеки ден. Ако не можеш да намериш време за това, не можеш да очакваш да станеш добър писател“.
Кинг е известен с наблюдателността и последователността си, както и с препратките си; много истории, които на пръв поглед нямат нищо общо, често се оказват свързани посредством второстепенните герои, измислени градове или препратки към събития в предишни книги. Сюжетите на повечето от книгите му се развиват в Мейн, основно в градчето Касъл Рок.
Книгите на Кинг са пълни с препратки към американската история и култура, предимно мрачната и страшната им страна. Тези препратки са пръснати в историите на героите, като често обясняват страховете им. Често срещани са препратките за престъпления, войни (особено Виетнамската), насилие, свръхестественото и расизма.
Стилът му на писане на романи се сменя от минало в бъдеще, героите се развиват и разкриват, всяка глава се оформя подробно сама за себе си, поддържайки напрежението до края. Това продължава, докато романът не е завършен. Кинг често използва автори като главни герои, например Пол Шелдън, който е главен герой в „Мизъри“, и Джак Торънс в „Сияние“.

### Влияния
Кинг нарича Ричард Матисън „авторът, който ми повлия най-много като писател“. И двамата автори изграждат сложни герои и мислите им от трето лице (само един пример за сходството между стиловете им на писане).
Кинг е почитател и на Хауърд Лъвкрафт, като на няколко пъти го споменава в „Танц на ужаса“. Влиянието на Лъвкрафт се вижда в измислянето на странни древни божества, връзките между историите и съчетаването на изрезки от измислени вестници и документи като повествователни способи. Измислените градове на Кинг – Джерусълъмс Лот, Касъл Рок и Дери – напомнят за Акрам, Дънуич и Инсмут на Лъвкрафт. Кинг заимства в няколко истории и редица имена на герои и чудовища на Лъвкрафт, а същото така споменава произведението му „Некрономикон“. Разказът „Джирусълъмс лот“ от „Нощна смяна“ също е израз на почитта на Кинг към Лъвкрафт. Между двамата има и разлики – обширната характеристика на героите и естествени диалози, които преобладават при Кинг, липсват в творчеството на Лъвкрафт.
Друг автор, повлиял сериозно на Кинг, е Едгар Алан По. В „Сияние“, фразата „И червената смърт придоби власт над всички“ е отпратка към „И тъмнина и гниене и алената смърт придобиха безпределно господство над всички“ от „Маската на алената смърт“. Темата на „Кадлилакът на Долан“ е подобна на тази на „Бъчвата с амонтилядо“, като е включена и перефраза на оправданието на Фуртанато „В името на Бога, Монтресор!“ В „Сияние“ Кинг нарича По „най-великия американски драскач“.
Влиянието на Брам Стокър е най-осезаемо в „Сейлъмс Лот“, която е сходна с „Дракула“. Свързаната история „Джирусълъмс лот“ наподобява „Леговището на Белия Червей“.
Кинг често заявява, че се възхищава на Шърли Джаксън. „Сейлъмс Лот“ започва с цитат от „Призракът в къщата на хълма“, централната сцена в „Бурята на века“ е основана на Джаксъновата „Лотарията“. Тони – въображаемия приятел от „Сиението“ силно напомня на адаша си от „Обесения“, а един от героите във „Вълците от Кала“ дава отпратка към „Винаги сме живели в замъка“ на Джаксън (в същата книга не веднъж се споменава „Врата към лятото“ на Робърт Хайнлайн).
Кинг е голям почитател и на Джон Макдоналд – посвещава му новелата си „Слънчевото куче“ и написва „Ще ми липсваш стари приятелю“. От своя страна Макдоналд пише предговор към „Нощна смяна“ и дори, в един от последните си романи, прочутият му герой Травис Макгий чете „Куджо“.
През 1987 г., издателската къща на Кинг „Филтрум прес“ издава „Идеалът, истински човек“ от Дон Робъртсън. В предисловието Кинг пише: „Дон Робъртсън беше и е един от тримата автори, които ми повлияха, когато бях млад мъж, опитващ да „стане“ писател (другите двама са Ричард Матисън и Джон Макдоналд)“.
В интервю за Amazon.com Кинг казва, че единствената книга, която е искал да напише, е „Повелителят на мухите“ от Уилям Голдинг.
В няколко от книгите си Кинг прави препратки към Толкиновите „Хобитът“ и „Властелинът на пръстените“.
В интервю от март 2009 г., Кинг казва: „Хората гледат на авторите, които харесват, като на незаменим ресурс. Поне аз. Елмор Ленар, всеки ден се будя и не че имам махмурлук или нещо такова, въпреки че живот ми до днес е махмурлук, не виждам некролога му във вестника и си казвам „Чудесно! Вероятно е някъде и работи. Ще напише нова книга и ще имам какво да чета.“ Защото, когато го няма, няма никой друг.“
Като любими книги Кинг посочва: „Златната флотилия“ (антология на англоезични разкази), „Приключенията на Хъкълбери Фин“ (Марк Твен), „Сатанински строфи“ (Салман Рушди), „МакТаг“ (Франк Норис), „Повелителят на мухите“ (Уилям Голдинг), „Студеният дом“ (Чарлз Дикенс), „1984“ (Джордж Оруел), „Индийският квартет“ (Пол Скот), „Светлина през август“ (Уилям Фокнър) и „Кървавият меридиан или вечерната червеност на запада“ (Кормак Маккарти).

### Сътрудничества
Кинг написва два романа с признатия автор на хоръри Питър Строб – „Талисманът“ и продължението му „Черният Дом“. Кинг е намеквал, че е много вероятно той и Строб да напишат третата последна книга от поредицата за Джак Сойър, но още на са определили кога да стане това.
Кинг е автор и на „Верни“, която написва със Стюърт О'Нан и е посветена на Ред Сокс.
През 1996 г., Кинг работи заедно с Майкъл Джексън по „Ghosts“ – 40-минутно музикално видео, в което певецът е отшелник, който живее в имение и има неприятности с недружелюбна група хора от близкото градче.
„Throttle“ е новела, която Кинг пише заедно със сина си Джо Хил. Тя е включена в антологията „Той е легенда: Честване на Ричард Матисън“.
„Дневникът на Елън Римбауер: Животът ми в Роуз Ред“ е издание с меки корици, което е вдъхновено от минисериала на Кинг „Роуз Ред“. Книгата е издадена от анонимен автор. Авторът всъщност е Ридли Пиърсън. Това е един от малкото случаи, в които на автор му е позволено да напише книга с герои и сюжетни елементи, взети от Кинг.
Спекулира се, че Кинг, под псевдонима Гари Труп, е автор на романа „Лошия близнак“, който е свързан със сериала „Изгубени“. Тази теория се подхранва от самия Кинг, който е голям почитател на сериала.
Кинг заедно с Джон Меленкамп е автор на мюзикъла „Духовете от черната провинция“.
Кинг свири на китара в рок групата Rock Bottom Remainders, като още няколко от членовете ѝ са писатели. Другите членове са Дейв Бари, Ридли Пиърсън, Скот Търоу, Ейми Тан, Джеймс Макбрайд, Мич Албъм, Рой Блонт Джуниър, Мат Грьонинг, Кати Кеймен Голдмарк и Грег Илс. Кинг пише бележки под линия за трибют албума на The Ramones „We're a happy family“. През 1988 г., Blue Öyster Cult правят кавър на тяхна „Astronomy“ (1974), в който Кинг е четец.
На 25 октомври 2009 г. Вертиго (едно от изданията на DC Comics) обявява, че Кинг заедно със Скот Шнайдер и Рафаел Албакърк ще започнат през март 2010 серия комикси, озаглавена „Американски вампир“. Кинг трябва да напише историята на първия американски вампир в първите пет броя.
През 2010 г. Кинг работи с музиканта Шутър Дженкинс и групата му, като чете текста в по-голямата част от албума им „Black ribbons“.

### Екранизации
Виж „Филми по творби на Стивън Кинг“
Много от романите на Кинг са филмирани за киното или телевизията.
Любимите филмови адаптации на автора са „Изкуплението Шоушенк“, „Бъди до мен“ и „Мъглата“.
Първото участие на автора във филмирана негова творба е във филма на Джордж Ромеро „Рицари“, като палячо в публиката. Първата му роля е в „Creepshow“, където играе Джорди Верил, който след като докосва паднал метеорит, се опитва да го продаде, заради което по него пониква мъх. От това той има малки роли в няколко адаптации по негови произведения. В „Гробище за домашни любимци“ той играе свещеник на едно погребение, в „Роуз Ред“ е доставчик на пица, в „Бурята на века“ е репортер, в „Сблъсък“ играе Теди Уизак, в минисериала „Сиянието“ е член на група, в „Ланголиерите“ играе шефа на Крей Туми, в „Сомнамбули“ е пазач на гробище. Освен това участва в „Златните години“ в телевизионното предаване „Шоуто на Чапъл“ а заедно с Ейми Тан в Семейство Симпсън където играе себе си. Освен като актьор Кинг има опит и като режисьор – режисира „Максимално натоварване“.
Кинг продуцира и участва в минисериала „Болница Кралството“, който е базиран на датския минисериал „Riget“ на Ларс фон Триер. Той участва и в написването на сценария на епизода „Чинга“ от сезон пети на „Досиетата Х“.
През 2009 г. в епизода „Трима крале“ от поредицата Family Guy са пародирани три от адаптираните за кино романи на Кинг – „Бъди до мен“, „Мизъри“, „Изкуплението Шоушенк“.

## Други занимания

### Комикси
Кинг е написал няколко комикса. През 1985 г. той написва няколко страници за „Герои на надеждата“, в чест на Х-Мен. Този брой, чийто приходи са дарени за борбата с глада в Африка, е написан от няколко различни автора на комикси, като например Крис Клермонт, Стан Лий и Алън Мур, както и от писатели, които не се занимават основно с комикси, като Харлан Елисън. На следващата година Кинг пише въведението в 400-тния юбилеен брой на Батман, в който изразява предпочитанията си към него, а не към Супермен.
През 2007 г., Марвел Комикс започват да публикуват серия комикси на основата на „Тъмната кула“, последвана от адаптация на „Сблъсък“ през 2008 и „Талисманът“ през 2009 г.
През 2010 DC Comics издават първия брой на ежемесечния комикс „Американски вампир“, като негови автори са Кинг и Скот Шнайдер, а илюстратор е Рафаел Албъкърк.

### Радиостанции
Кинг и съпругата му Табита са собственици на The Zone Corporation – радио група в централен Мейн, която се състои от три станции: спортната WZON, информационната WZON-FM и рок радиото WKIT-FM. В последната участва герой в стил Франкенщайн, който се казва Дъг Грейвс (в превод „Копая Гробове“) като част от логото и лозунгът на радиото „Рокеднрол станцията на Стивън Кинг“.

### Филантропия
След търговския си успех, Кинг и Табита даряват големи суми пари на каузи в Мейн и околността, предимно за литературни проекти. 
В началото на 90-те Кинг прави дарение за плувния отбор на Университета в Мейн, с което спасява тази програма от изчезване от спортния факултет. Даренията за Младежката християнска асоциация (YMCA) и за Световната женска работническа асоциация (YWCA) позволяват да се направят обновявания и подновявания, които иначе биха били невъзможни. Освен това Кинг ежегодно отпуска стипендии за гимназисти и студенти.
Кинг и Табита даряват всяка година пари на политически организации като Народния съюз на Мейн.

### Политически активизъм
През април 2008 г., Кинг говори пред Масачузетския държавен съд по повод наредба HB 1423, която ще забрани или ограничи продажбите на видео игри с насилие на лица под 18-годишна възраст. Въпреки че Кинг няма личен интерес към видео игрите като хоби, той критикува предложения закон, в който той вижда опит на политиците да изкарат видео игрите изкупителна жертва на поп културата и да заместят родителите на децата, което според него е „катастрофално“ и „недемократично“. Освен това той счита закона за непоследователен, защото ще забрани на 17-годишен, който може да гледа законно „Хотелът на ужасите 2“, да си купи Grand Theft Auto: San Andreas, която съдържа насилие, но далеч не толкова живописно. Смятайки, че няма художествена стойност в повечето игри, Кинг заявява също, че тези игри са отражение на насилието, което вече съществува в обществото и не трябва да се уреждат с такъв закон, а да се включат в класификационната система, която съществува и за видео игрите.
Спор се заражда на 5 май 2008 г., когато консервативен блогър публикува видео с Кинг по време на четене в Библиотеката на Конгреса. Говорейки на гимназистите, Кинг казва: „Ако можете да четете, ще можете да си намерите работа в бъдеще. Ако не можете, ще отидете в армията, Ирак, не знам, нещо такова.“ Това изказване е коментирано от блогъра като „още един от многото либерали в медийното пространство, който нанася удари на армията“ и е свързано с подобна забележка на Джон Кери от 2006 г. Същия ден Кинг отговаря: „Това, че десен блог поставя под съмнение моя патриотизъм, защото съм казал на децата да четат и че могат да си намерят по-добра работа така е повече от презрително... живея в град с национална гвардия и подкрепям нашите войници, но не подкрепям нито войната, нито образователни политики, които ограничават възможностите на младите мъже и жени за каквато и да е кариера – военна или друга.“ Кинг отново защитава коментара си в интервю за Бангор Дейли Нюз на 8 май, казвайки: „Няма да се извинявам за това, че съм насърчил децата да се стремят към по-добро образование в гимназията, за да имат повече възможности. Не мога да променя мнението на тези, които не са съгласни с мен.“
Според уеб сайта на Кинг, той подкрепя Демократическата партия. По време на президентските избори през 2008 г., Кинг изразява подкрепата си за кандидата на демократите Барак Обама.
Кинг е цитиран да нарича консервативния коментатор Глен Бек „Умствено увредения по-малък брат на Сатаната“.

## Приходи
Много велики автори, оставили голяма следа в световната литература, са преследвани от финансови проблеми през целия си живот. Кинг не прави изключение в началото на кариерата си, а той и жена му са принудени да живеят в лоши условия и бедност, докато не идва неговият пробив с романа „Кери“. Кинг получава около 400 хиляди долара за тази своя творба и успява да осигури добър стандарт за семейството си. Днес, като един от най-продаваните автори за всички времена, Кинг има лично състояние от около 400 милиона долара, като само за 2008 неговите приходи възлизат на 45 милиона.